# Theater am Potsdamer Platz

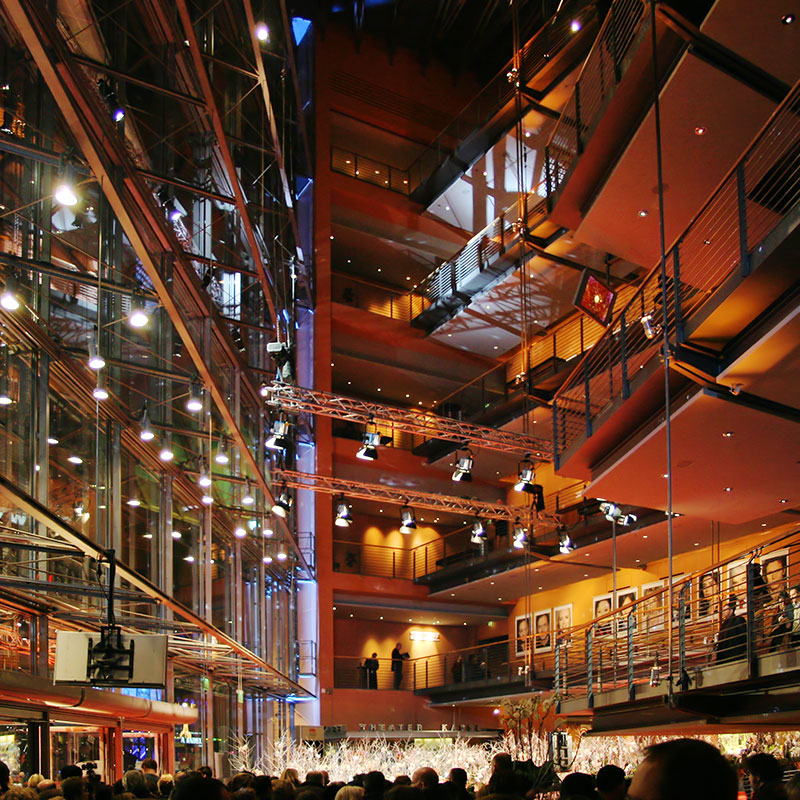
Foyer Berlinale Palast

El Theater am Potsdamer Platz ("Teatro de la Plaza Potsdam") es un teatro de Berlín.
Diseñado por Renzo Piano se halla en la Plaza Marlene Dietrich de la capital alemana y fue inaugurado el 5 de junio de 1999.
Con capacidad para 1,800 personas es el teatro más grande del país.
Se utiliza para musicales, teatro, conciertos y es la sede oficial del Festival de Cine de Berlín.